# Jean Castel (Chez Castel)
Pour les articles homonymes, voir Jean Castel et Castel.
Jean Castel, né le 4 juin 1916 à Lortet (Hautes-Pyrénées) et mort le 23 septembre 1999 à Paris, est un homme d'affaires et propriétaire de clubs nocturnes.

## Biographie
Il fait ses études au collège de Saint-Germain-en-Laye puis au lycée Condorcet à Paris.
Il était surnommé « Le Roi de la Nuit » à Paris pendant 40 ans.
Il était membre du Cercle Saint-Germain-des-Prés, du Yacht Club de Paris et du Racing Club de France.
Il est le fondateur de plusieurs clubs : 
- L'Épi Club (1957) (repris par Gérald Nanty et qui deviendra le Club 65)[4]
- Le Club Princesse (1958), au no 15 de la rue Princesse à Paris, plus connu sous le nom de « Chez Castel » ainsi que le Bedford Arm’s au 17 rue Princesse
- L'Épi Plage (1960) à Pampelone[5]
- Le Club Castel (1962)
- Le Club Castel à Tokyo (1974)
- Le Club Castel à Rio de Janeiro (1980)
- Le Nord Sud Express (1985).
- Le Puzzle (1985)

En 1966 il achète l'archipel des Lavezzi au large de Bonifacio, en échange des autres îles de l'archipel, qui seront transformées en réserve naturelle, la réserve naturelle des îles Lavezzi, il obtient l'autorisation d'aménager l'île de Cavallo afin d'en faire un lieu de tourisme de luxe. Dans ce but, il fonde en 1973-1974 la Compagnie des Îles Lavezzi pour l'aménagement de Cavallo (CODIL) et devient le promoteur immobilier de l'île,,.
Il repose au cimetière du Vésinet. 